# Sárbogárd
Sárbogárd è una città dell'Ungheria di 13.432 abitanti (dati 2001). È situata nella contea di Fejér.